# Justine Guérard
Pour les articles homonymes, voir Guérard.
Justine Guérard née le 21 avril 1994 à Nice est une triathlète française, championne de France de triathlon courte distance en 2021.

## Palmarès en triathlon
Le tableau présente les résultats les plus significatifs (podium) obtenus sur le circuit national et international de triathlon depuis 2016.
| Année | Compétition                            | Pays   | Position           | Temps           |
| ----- | -------------------------------------- | ------ | ------------------ | --------------- |
| 2023  | Championnats de France longue distance | France | Médaille d'argent  | 4 h 34 min 50 s |
| 2021  | Championnats de France                 | France | Médaille d'or      | 1 h 5 min 36 s  |
| 2017  | Coupe d'Europe - l'étape de Malmö      | Suède  | Médaille d'or      | 1 h 1 min 12 s  |
| 2016  | Championnats de France                 | France | Médaille de bronze | 1 h 1 min 30 s  |